# Lycée privé Sainte-Geneviève
Pour les articles homonymes, voir Sainte-Geneviève et Ginette.
Le lycée Sainte-Geneviève est un établissement privé de classes préparatoires aux grandes écoles. Fondé en 1854 par la Compagnie de Jésus dans l'actuelle rue Lhomond à Paris, il déménage à Versailles en 1913 à la suite des décrets d'expulsion des congrégations et de la loi de séparation de l'Église et de l'État.
L'école, couramment surnommée « Ginette » ou encore « BJ » (pour « boîte à jèzes »), est réputée en raison du taux de réussite élevé de ses étudiants aux concours des grandes écoles d'ingénieurs et de commerce, notamment l'École polytechnique.

## Histoire

### Paris (1854-1913)
En avril 1854 est fondée à Paris par Frédéric Studer l'école Sainte-Geneviève, dans l’hôtel de Juigne, au 18 de la rue Lhomond, alors appelée rue des Postes, dans une maison où les jésuites avaient auparavant installé leur noviciat.

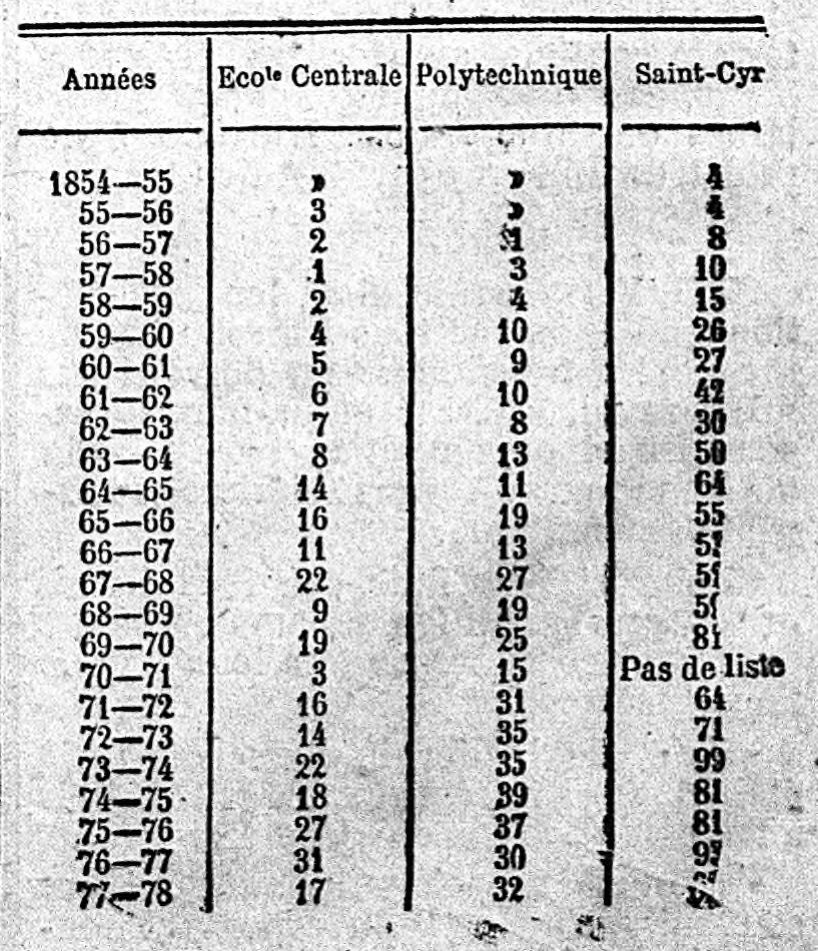
Résultats des élèves de Sainte-Geneviève aux concours de l'École centrale, de l'École polytechnique et de l'École spéciale militaire de Saint-Cyr entre 1855 et 1878, tels que compilés par Le Figaro.

La loi Falloux du 15 mars 1850 supprime le monopole universitaire sur l’enseignement secondaire, reconnaissant ainsi la liberté d'enseignement aux catholiques. Le père Pierre-Jean Beckx, supérieur général de la Compagnie de Jésus, autorise alors l'ouverture de classes de mathématiques élémentaires ainsi que de classes préparatoires pour Saint-Cyr, Polytechnique et Centrale, encadrées par 27 jésuites. Les jésuites cherchent alors à rechristianiser la société française en formant une élite militaire catholique. L’industrialisation du pays progressant, l’établissement s’oriente progressivement vers la formation des ingénieurs. Jusqu'en 1880, la direction et presque tout l'enseignement sont assurés par les seuls jésuites,.
Le premier recteur, le père Philippe Delvaux, ne veut pas d'uniforme pour les élèves ; il institue le système des « colles », entraînement régulier aux épreuves orales des concours d'entrée dans les grandes écoles, exemple qui sera suivi par les autres classes préparatoires. D'année en année, le nombre des élèves augmente : 48 en 1854, 85 en 1855, 110 en 1856, 202 en 1857, et plus de 300 dix ans après la fondation. Jusqu'en 1861, les « math élem » sont majoritaires, mais sont bientôt dépassés en nombre par les élèves de classes préparatoires.
Pendant la guerre franco-prussienne de 1870, l'établissement est transformé en service ambulancier, puis en caserne. L'école est ensuite occupée pendant la Commune jusqu'au 29 mai 1871. Le recteur, le père Ducoudray est arrêté, ainsi que plusieurs autres pères et employés, et incarcéré comme otage. Le 24 mai, au cours de la Semaine sanglante qui voit l'écrasement des insurgés par les Versaillais, il est fusillé en même temps que Mgr Darboy, archevêque de Paris,.
La rentrée d'octobre 1871 a lieu au château d'Athis-Mons, où l'école a été momentanément transférée.
L'école faillit encore fermer définitivement en 1880 à cause d'un projet de loi interdisant l'enseignement aux membres de toute « congrégation religieuse non reconnue ». La loi est adoptée sans cette disposition, mais les décrets de Jules Ferry des 29 et 30 mars 1880 la reprennent et imposent aux jésuites de se disperser et d'évacuer leurs communautés et établissements scolaires. Les pères jésuites sont expulsés de l'école en 1880. Ils reviennent à partir de 1887, mais la loi du 1er juillet 1901 interdit de nouveau l'enseignement aux membres des « congrégations non autorisées » et les jésuites quittent encore une fois la rue Lhomond. Des mesures sont prises pour assurer, sans les pères, la continuité de l'école. Le directeur est alors un laïc, Alfred Mativet, et de nombreux prêtres diocésains participent à la vie de l'institution. Le règlement est conservé mais certaines mesures sont prises pour l'assouplir. Afin de permettre aux élèves de participer aux œuvres sociales et apostoliques, la sortie du mercredi est transférée au jeudi. Des conférences tenues par des personnalités d'importance sont organisées. Cette double dimension sociale et culturelle est encore présente dans le projet éducatif de l'école.

### Versailles (depuis 1913)

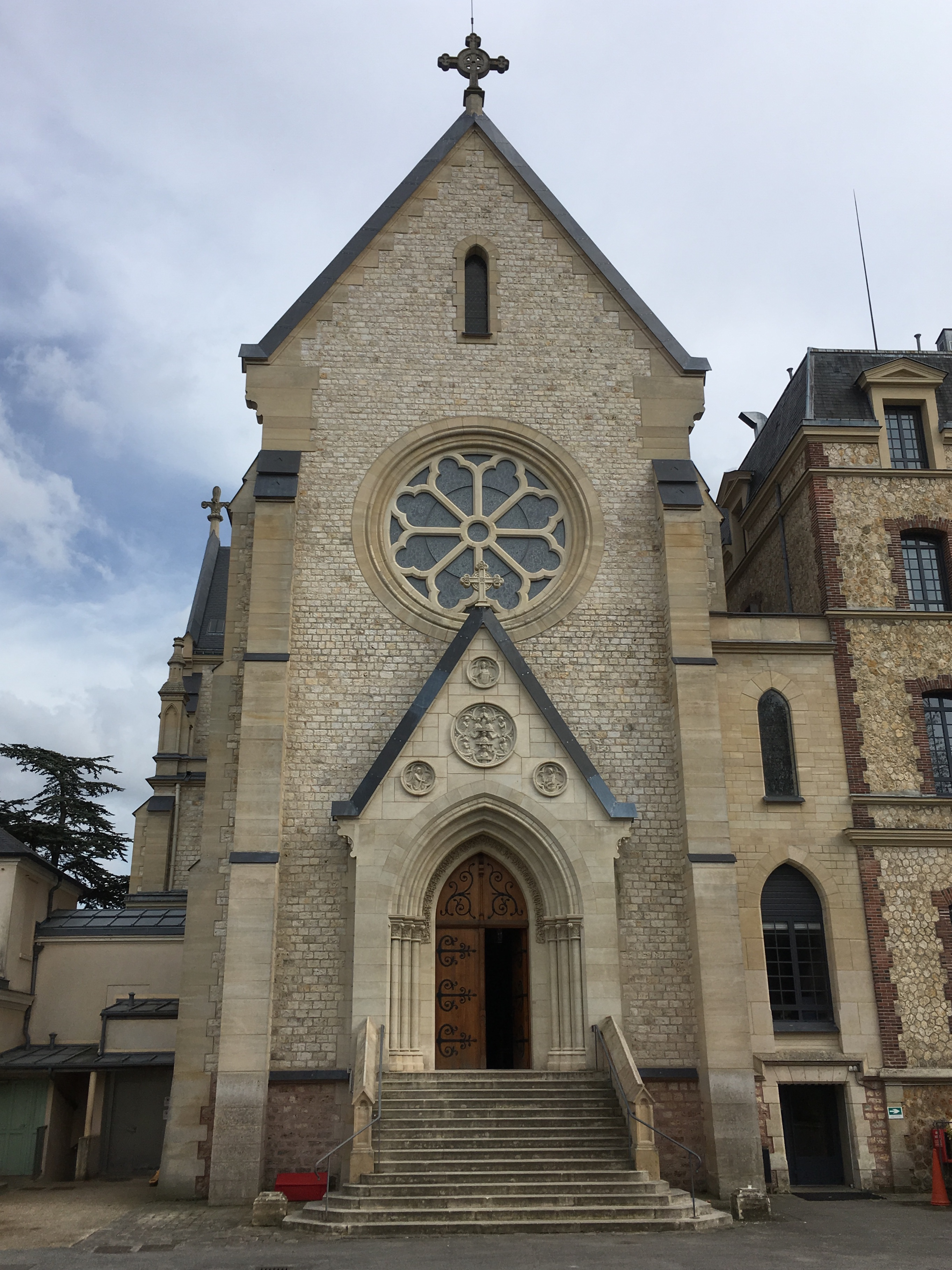
La chapelle du lycée, qui jouxte le pavillon Madame.

L'école est affectée par la loi de séparation, qui prévoit que les biens de l’Église reviennent à l’État. Afin de la contourner, les jésuites transfèrent leurs propriétés à des laïcs de confiance. La bataille devient ainsi judiciaire quand l’État cherche à démontrer que les titres de propriété exhibés par ces laïcs sont fictifs et que la congrégation demeure le réel propriétaire. Au terme d'une série de procès, l'école de la rue des Postes est confisquée le 21 août 1913 dans un contexte de guerre scolaire. Le 1er octobre 1913, l'institution déménage rue de la Vieille-Église à Versailles, dans la propriété dite du « Grand Montreuil », emplacement de la maison des sœurs du Cénacle évincées en 1911. L'emplacement actuel comportait, en 1913, le bâtiment Notre-Dame, la chapelle et le bâtiment Saint-François Régis construits près du pavillon appartenant à Joséphine-Louise de Savoie, épouse du comte de Provence, frère du roi Louis XVI, futur roi Louis XVIII (pavillon Madame). Le bâtiment Sainte-Geneviève est construit pour pouvoir accueillir les internes qui y sont logés en chambres doubles ou individuelles, suivant la volonté d'Alfred Mativet, directeur de l’époque.
À cette époque, l'école innove sur beaucoup de points. Il y a environ 10 % de demi-pensionnaires, tous les internes sont en chambre particulière ou presque ; des douches modernes, tièdes, sont prévues une fois par semaine et le lever est retardé à 6 h 25… On reconnaît l'existence des responsables de classe, les Z dans le vocabulaire des prépas.
La Première Guerre mondiale verra les lieux successivement transformés en hôpital militaire, puis occupés par l'Institut catholique d'arts et métiers. Après la guerre, la vie de l'école reprend et, à la suite de l'action de la ligue des Droits du religieux ancien combattant, les lois de 1901 s'assouplissent. À la rentrée 1931, le père Gabriel de Boissieu devient le premier recteur jésuite à Versailles.
Durant la Seconde Guerre mondiale, la scolarité est perturbée par les actions de la police allemande et les convocations pour le STO. Un hôpital militaire est installé dans l'école. Une partie des élèves loge en ville. Le pain est rationné, une basse-cour installée, les pelouses transformées en potagers.
Un monument aux morts, restauré en 1995, rappelle que plus de 2 500 anciens élèves sont morts pour la France.
En 1953, la rue de la Vieille-Église de Versailles est rebaptisée rue de l’École des Postes, en souvenir des origines de l’école.
À la suite de la loi Debré de 1959, l'établissement signe un contrat d'association avec l'État en 1960. De ce fait, les professeurs sont payés par l’Éducation nationale.
Diverses réformes dans les années 1960 associent davantage les élèves à la vie de l'établissement. La première jeune fille, Élisabeth, est inscrite en 1970 ; un bâtiment de l'internat des filles porte aujourd'hui son nom. Il y avait, lors de la rentrée scolaire 2010, 824 élèves dont 277 filles. C'est un établissement accueillant des étudiants de cultures, de religions et d'horizons divers (un gros tiers des élèves vient de la région parisienne, la moitié de province, plus de 10 % de l'étranger — notamment Maroc, Tunisie et Liban),,.

## Organisation actuelle

### Les classes préparatoires
Le lycée abrite des CPGE économiques et commerciales en voie scientifique (ECG), et scientifiques (MP, PC, PSI, PT, BCPST). En 2025, les filières scientifiques MP, BCPST et PC sont premières du classement 2025 du Figaro. Au niveau de celles commerciales (filière ECG), le lycée s'offre la première place au classement des admis HEC du site spécialisé PrépaECG aussi bien en nombre d'admis (47 sur les 400 recrutés) qu'en pourcentage (54%).
En 2019, L'Étudiant donnait le classement suivant pour les concours de 2018 :
| Filière | Élèves admis dans une grande école* | Taux d'admission* | Classement national | Évolution sur un an | Taux moyen sur 5 ans |
| --- | ----------------------------------- | ----------------- | ------------------- | ------------------- | -------------------- |
| MP / MP* | 85 / 112 élèves                     | 76%               | 1re sur 126         | 2                   | 72% (1re)            |
| PC / PC* | 93 / 135 élèves                     | 69%               | 1re sur 108         | en stagnation       | 70% (1re)            |
| PSI* | 37 / 41 élèves                      | 90%               | 2e sur 120          | en stagnation       | 93% (1re)            |
| PT* | 28 / 31 élèves                      | 90%               | 2e sur 64           | en stagnation       | 85% (2e)             |
| BCPST | 34 / 38 élèves                      | 90%               | 2e sur 55           | en stagnation       | 92% (1re)            |
| ECS | 56 / 77 élèves                      | 73%               | 5e sur 92           | 1                   | 70% (3e)             |
| Source : Classement 2019 des prépas - L'Étudiant (Concours de 2018). * le taux d'admission dépend des grandes écoles retenues par l'étude. En filière ECS, ce sont HEC, ESSEC, et l'ESCP. En filières scientifiques, ce sont un panier de 11 à 17 écoles d'ingénieurs qui ont été retenus selon la filière (MP, PC, PSI, PT ou BCPST). |                                     |                   |                     |                     |                      |

Des préfets dirigent une ou plusieurs filières. Voici les répartitions : 
- 3 classes de MPSI, 1 classe de MP, 2 classes de MP* et 1 classe de PSI* dans une seule et même préfecture
- 3 classes de PCSI, 1 classe de PC, 2 classes de PC*, 1 classe de PTSI et  au sein d'une même préfecture
- 4 classes de ECG (2 de première année et 2 de deuxième année) et 2 classes de BCPST (première et deuxième année)

En première année (dite « sup »), les élèves de MPSI et PCSI font le choix de conserver ou non les sciences industrielles de l'ingénieur (SII). S'ils font ce choix depuis la PCSI, ils intègrent alors la classe de PSI*. Ce choix est donc soumis à contrôle du préfet. Si ce n'est pas le cas, leur deuxième année (dite « spé ») s'effectue en classe PC/PC*. En MPSI, le choix de l'option SII reporte seulement le choix d'orientation pour la spé à la fin de la première année.
S'ils jugent leurs résultats insatisfaisants lors des concours d'écoles d'ingénieur, ils ont, dans la limite des places disponibles, la possibilité de redoubler et ainsi passer non pas deux mais trois années en classes préparatoires. On appelle ces élèves « cinq-demis » (car ils pourraient intégrer l'X entre leur 2e et leur 3e année, soit {\displaystyle \int _{2}^{3}x\,dx={\frac {5}{2}}}, X faisant ici allusion à l'École polytechnique).

## Projet pédagogique
Le lycée Sainte-Geneviève délivre une éducation inspirée de celle de la Compagnie de Jésus. Le cadre de l'internat obligatoire pour tous les élèves s'inscrit dans une volonté de permettre une émulation commune à la fois intellectuelle, sociale et spirituelle. Le lycée met en avant l'idée de la coresponsabilité et d'une part importante de collaboration à toutes les échelles. À ces fins, de nombreuses activités culturelles sont proposées aux lycéens, mais également de nombreuses activités sportives ; le lycée est un des rares établissement non universitaire qui participe aux compétitions FFSU.

## Controverses

### La question du bizutage
Avant 1995, l'intégration des nouveaux se traduisait par des bizutages qui, s'ils se voulaient ludiques et humoristiques, se révélaient également humiliants et éprouvants. Ces bizutages étaient organisés par les redoublants de mathématiques spéciales (dits « cinq-demis ») sur les élèves de première année.
En 2006, un jeune enseignant ayant dénoncé des faits de bizutage datant de 2004, bien qu'interdits depuis 1998, est poussé à la sortie,,. En 2007, une élève du lycée dénonce avoir subi un bizutage particulièrement violent en 2003.

### ParcourSup
En 2021, Le Monde signale que le lycée, comme d'autres formations prestigieuses, demande aux candidats de fournir des pièces supplémentaires à celles de Parcoursup afin de postuler à l'internat.

## Anciens élèves célèbres
Source : Annuaire des anciens élèves de l'école Sainte-Geneviève, édition 2011.

### Religieux
- Jacques Arnould O.P. (né en 1961), historien des sciences et théologien
- Saint Charles de Foucauld (1858-1916), explorateur et religieux français
- François Berlier de Vauplane S.J. (1883 - 1939), directeur de « Franklin », puis de « Ginette »
- Henri du Passage S.J. (1874-1963), ingénieur civil des Mines, directeur de la revue Études
- Franck Javary (né en 1967), évêque de Châlons-en-Champagne
- Jean-Marie Le Vert (né en 1959), ancien évêque de Quimper
- Jean-Marie Petitclerc S.D.B. (né en 1953), éducateur spécialisé, écrivain, expert des questions d'éducation dans les zones sensibles

### Militaires
- Hubert Lyautey (1854-1934), maréchal de France
- Louis Franchet d'Espèrey (1858-1942), maréchal de France
- Jean de Lattre de Tassigny (1889-1952), maréchal de France
- Henry de Bournazel (1898-1933), capitaine de spahis et héros de l'épopée coloniale
- Honoré d'Estienne d'Orves (1901-1941), héros de la résistance
- Philippe de Hautecloque (1902-1947), résistant et maréchal de France (le maréchal Leclerc)
- Jean Lagarde (1908-2003), général d'armée
- Charles Bricogne (1913-1942), Compagnon de la Libération
- Alain de Boissieu (1914-2006), Compagnon de la Libération et général d'armée
- Tom Morel (1915-1944), Compagnon de la Libération, héros de la Résistance
- Hélie de Saint Marc (1921-2013), résistant, combattant en Indochine et Algérie
- Jean-Louis Battet (né en 1944), amiral, chef d'état major de la Marine de 2001 à 2005
- Édouard Guillaud (né en 1953), amiral, chef d'état-major des armées de 2010 à 2014

### Chefs d'entreprises
- Victor de Metz (1902-1982), président-directeur général de la Compagnie française des pétroles de 1945 à 1971 et créateur de la marque Total
- Pierre Gadonneix (né en 1943), président-directeur général de Gaz de France de 1996 à 2004 puis président-directeur général d'EDF de 2004 à 2009
- Louis Gallois (né en 1944), président de la SNECMA puis d'EADS, de la SNCF et d'Airbus
- Marc Tessier (né en 1946), ancien président de France Télévision
- Jean-Martin Folz (né en 1947), ancien président de PSA Peugeot Citroën
- Xavier Fontanet (né en 1948), ancien président-directeur général d'Essilor
- Philippe Varin (né en 1953), président du conseil d’administration d'Areva. Ancien PDG de PSA Peugeot Citroën 2009-2013, ancien ZG[d] de la promotion 1972-1973
- Driss Benhima (né en 1954), ancien ministre marocain, ancien PDG de Royal Air Maroc
- Benoît Potier (né en 1957), président-directeur général d'Air liquide
- Tidjane Thiam (né en 1962), directeur général de Crédit Suisse
- Édouard Michelin (1963-2006), dirigeant de Michelin
- Guillaume Faury (né en 1968), président-directeur général du groupe Airbus[28]
- Patrice Caine (né en 1970), président-directeur général du groupe Thales
- Stéphane Bancel (né en 1973), président-directeur général de Moderna Therapeutics

### Scientifiques
- Albert Ducrocq (1921-2001), scientifique (cybernéticien), journaliste et écrivain français
- Albert Jacquard (1925-2013), statisticien, généticien
- Xavier Le Pichon (né en 1937), géodynamicien, professeur au Collège de France, membre de l'Académie des Sciences
- Ivar Ekeland (né en 1944), mathématicien, président de l'université Paris-Dauphine de 1989 à 1994
- Stanislas Dehaene (né en 1965), mathématicien et cognitiviste, professeur au Collège de France, membre de l'Académie des Sciences

### Personnalités politiques
- Jean-François Deniau (1928-2007), homme politique, écrivain, ambassadeur et membre de l'Académie française
- Charbel Nahas (né en 1954), ministre libanais
- Laurent Touvet (né en 1962), conseiller d'État, directeur des libertés publiques et des affaires juridiques au ministère de l'Intérieur
- Valérie Pécresse (née en 1967), ancienne ministre de l'Enseignement supérieur et de la Recherche, présidente du Conseil régional d'Île-de-France
- Amélie de Montchalin (née en 1985), ancienne ministre de la Transition écologique et de la Cohésion des Territoires, représentante permanente de la France auprès de l'OCDE
- Othman Nasrou (né en 1987), vice-président de la région Île-de-France, secrétaire d'État chargé de la Citoyenneté et de la Lutte contre les discriminations depuis septembre 2024

### Autres
- Pierre Savorgnan de Brazza (1852-1905), explorateur de la rive droite du fleuve Congo
- Fulgence Bienvenüe (1852-1936), inspecteur général des Ponts et Chaussées et père du métro de Paris avec Edmond Huet
- Antoine Béthouart (1889-1982), Compagnon de la Libération
- Yves du Manoir (1904-1928), capitaine de l'équipe de France de rugby, qui donna son nom à un challenge
- Pierre Segrétain (1909-1950), commandant du BEP
- Jean-Marie Bastien-Thiry (1927-1963), organisateur de l'attentat du Petit-Clamart
- Bernard Fresson (1931-2002), acteur de cinéma
- Philippe Sollers (1936-2023), écrivain
- Patrick Peugeot (né en 1937), président de la Cimade
- Jean-François Bizot (1944-2007), journaliste, écrivain, homme de radio et de cinéma
- Antoine Spire (né en 1946), journaliste de presse et de radio, intellectuel et éditeur
- Bernard Ramanantsoa (né en 1948), directeur général d'HEC de 1996 à 2015
- Bernard de Montmorillon (né en 1950), universitaire, président de l'Université Paris-Dauphine de 1999 à 2007
- Laurent Grégoire (né en 1955), ingénieur et président d’associations
- Mac Lesggy (né en 1962), journaliste scientifique, présentateur de l'émission e=M6
- Elyès Jouini (né en 1965), économiste et universitaire tunisien, membre de l'Institut universitaire de France
- Emmanuelle Mignon (née en 1968), ancienne conseillère de la présidence de la République
- Julien Coupat (né en 1974), sociologue, cofondateur de la revue Tiqqun

Une amicale d’anciens élèves a été créée en 1875.

## Liste des directeurs
- À partir de 1854 : Père Philippe Delvaux
- Père Léon Turquand
- Père Adolphe Pillon
- Jusqu'en 1871 : Père Léon Ducoudray
- 1871-1880 : Père Stanislas du Lac
- -1917 : Alfred Mativet
- 1917-1918 : Raymond Tabournel[29]
- 1937-1939 : Père François Berlier de Vauplane
- 1992-2000 : Père Patrice de la Salle (SJ)
- 2000-2010 : Isabel Jubin
- 2010-2017 : Jean-Noël Dargnies
- 2017-2021 : Manuela Rousselot
- Depuis 2021 : Isabelle Malbet